# Elafitski otoci
Elafiti su skupina otoka smještenih zapadno od Dubrovnika. Iako danas na njima više ne obitavaju jeleni, otočje im duguje svoje ime (grč. ἔλαφος,  elaphos=jelen). Elafitske ili Jelenske otoke pod tim imenom prvi spominje Plinije Stariji u 1. stoljeću u svome djelu Naturalis Historia. Najveći otok u skupini je Šipan, a čine je još Lopud, Koločep (Kalamota), Jakljan, Ruda, Goleč i Crkvina te neki manji otoci i hridi poput Grebena. Svojim prekrasnim krajolicima i pješčanim plažama privlače brojne turiste. Dnevno su povezani brodskim linijama s Dubrovnikom. Na trima najvećim otocima nalazi se brojna kulturno-povijesna baština, tj. mnoštvo crkava, kapelica i ljetnikovaca dubrovačke vlastele. Mnogi od njih su danas u privatnom vlasništvu i u zapuštenom stanju.
Najveći otoci su:
- Šipan - Najveći je otok Elafita, a ujedno i najudaljeniji od Dubrovnika. Na njemu se nalaze dva mjesta: Šipanska Luka i Suđurađ smješteni u dvije nasuprotne uvale koje dijeli samo polje.
- Koločep (Kalamota) - Najbliži je Dubrovniku i zbog svoje blizine često je odredište Dubrovčana. Suptropska vegetacija, svježi morski zrak, prostrane borove šume i masline čine ovaj otok izrazito privlačnim.
- Lopud - Smješten je između Šipana i Koločepa i moglo bi se reći da je i najrazvijeniji. Na ovom otoku možete uživati u plažama od kojih je najpoznatija pješčana plaža Šunj.

U manje se otoke ubrajaju:
- Daksa - smješten je ispred dubrovačke luke Gruž
- Sv. Andrija - danas nenaseljen stjenoviti otok sa svjetionikom
- Ruda
- Mišnjak
- Jakljan – na njemu se nalazi dječje odmaralište i rekreacijski centar
- Kosmeč
- Goleč
- Crkvina
- Tajan
- Olipa - najzapadniji otok

Dijelom Elafita neki smatraju i otok Lokrum.

## Ime
Poznati pisac i znanstvenik Plinije Stariji u svojim djelima spominje Elafite još početkom 1. stoljeća u svom kapitalnom djelu Naturalis Historia. Iz grčke riječi ἔλαφος, elaphos=jelen moglo bi se zaključiti da su u to doba otoke nastanjivali Grci i da su na njima živjeli jeleni. Druga je teorija da skupina otoka, gledajući sa Srđa, podsjeća na jelena i da su otoci po tome dobili ime.
Koločep je jedan od rijetkih, ako ne i jedini jadranski otok koji ima dva naziva. Mjesno stanovništvo gotovo isključivo rabi neslužbeni naziv Kalamota, a sebe naziva Kalamotezima. U prošlosti je otok uvijek nazivan Calamotta. U najstarijem spisu Župnog arhiva na Koločepu iz 1497. godine otok je označen imenom Calamotta. Po svemu se može zaključiti da je naziv grčkog podrijetla, tim više što grčka riječ Kalamos znači ribarski štap. Koločepljani ribarski štap, odnosno ribarsku trs, i danas nazivaju kalamuća.

## Promet
Elafitsko otočje je sve do kraja 20. stoljeća imalo slab pomorski prijevoz. Brodovi su vozili dva-tri puta tjedno, jedan put dnevno. Od osamostaljenja Hrvatske, kad je prestala jedna dnevna veza s Dubrovnikom, uslijedio je preporod u pomorskom prijevozu Elafićana, putnika, turista i izletnika. Dne 18. prosinca 1997. dovršena je izgradnja trajektnog pristaništa u Suđurđu na Šipanu, a financirali su ju Ministarstvo obnove i razvitka i Fond za razvoj otoka iznosom od 4 500 000 kn. Tijekom radova je pronađen i jedan antički brod na kojem je bilo dijelova amfora i drugog brodskog posuđa. Danas brod plovi do Koločepa, Lopuda i Suđurđa četiri puta dnevno. Do srpnja 2011. brod je plovio sve do Šipanske Luke, ali je onda zbog neisplativosti i smanjenja troškova odlučeno da brod počinje i završava plovidbu u Suđurđu. Na Koločepu i Lopudu nema automobila, a na Šipanu zbog 4 km velike razdaljine između dva naselja ima. Dubrovačko autobusno poduzeće Libertas je 22. listopada 1998. uvelo redovnu autobusnu liniju Šipanska Luka-Suđurađ. Prometuje omanji autobus, a linija uglavnom služi za prijevoz školske djece.

## Gospodarstvo
Malobrojno stanovništvo pretežno se bavi poljoprivredom, stočarstvom, ribarstvom i lovom. Od domaćih životinja najviše su zastupljene svinje, krave i kokoši. Od poljoprivrednih kultura prevladavaju masline i vinova loza. Šipan je poznat kao otok koji u razmjeru sa svojom površinom ima najviše maslina na svijetu. Godine 1999. zabilježen je rekordan urod šipanskih maslina. Prerađeno je 115 930 kg, od čega u Suđurđu 39 600, a u Šipanskoj Luci 76 330. U blizini Šipanske Luke nalazi se označeno lovačko područje, a najviše se love divlje svinje. Turista na otocima bude ljeti, a zimi otoci obično zjape prazni. Na Lopudu se nalazi luksuzni hotel Lafodia, na Koločepu istoimeni hotel, u Šipanskoj Luci omanji hotel Šipan, a također na Šipanu, u Suđurđu se nalazi mali obiteljski hotel Božica. U turističkoj sezoni 2001. od lipnja do listopada zabilježeno je 1 177 dolazaka gostiju na Šipan, od čega 860 u istoimenom hotelu, a 317 u privatnom smještaju. Ostvareno je ukupno 9 177 noćenja, u hotelu 5 341, a u privatnom smještaju 3 836. U srpnju iste godine Šipansku Luku posjetila je monegaška princeza Carolina od Monaca sa suprugom Ernstom Augustom od Hannovera te djecom Andreom, Pierrom, Charlottom i Alexandrom. Jahta Pacha III. usidrila se u blizini prolaza Harpota. Također je u istom mjesecu iste godine isto mjesto posjetio belgijski kralj Albert II. s kraljicom Paolom. Zanimao se za kupnju dvorca Glavić, ali je odustao jer je želio kuću na samoj brodskoj obali. Na otoku Lopudu nalazi se velika pješčana plaža Šunj savršena za picigin i odbojku na pijesku. Dubrovačke mjesne turističke agencije ljeti svakodnevno organiziraju jednodnevne izlete (piknike) na Elafite za turiste. Na otocima postoje prodavaonice, a otoci se redovno opskrbljuju osnovnom robom. U srpnju 1999. u prostoru nekadašnje šipanske mlinice u Suđurđu otvorena je konoba Stara mlinica. U prosincu iste godine dovršena je izgradnja uljare. Na otocima postoje područne osmorazredne osnovne škole. Godine 2000. započeli su radovi na obnovi školske zgrade i župne kuće u Šipanskoj Luci. Sljedeće godine započela je izgradnja zdravstvene postaje, a otvorene su i pekara u istom mjestu i pizzerija u Suđurđu. Zbog slabe naseljenosti i nepristupačnosti otoci su pošteđeni onečišćenja, buke, ali dugo i suvremene tehnologije. Tako je šipansko selo Do dobilo struju tek 2012. godine.

## Kultura
Svi naseljeni otoci imaju brojnu kulturno-povijesnu spomeničku baštinu, a najviše je crkava, kapelica i vlastelinskih ljetnikovaca iz doba Dubrovačke Republike. Mnogi od njih su u zapuštenom stanju, a u privatnom su vlasništvu. Početkom 21. stoljeća obnovljen je ljetnikovac Vice Stjepovića-Skočibuhe na Šipanu, koji je izgrađen 1563. godine. Na cijelom Koločepu postoji oko 17 vrijednih spomenika kulture, uglavnom manjih crkvica i kapelica koje potječu iz razdoblja do 16. stoljeća. Osim toga i veći dio stambenih i fortifikacijskih građevina predstavlja vrijedne i vrlo privlačne primjere stare arhitekture. Nad samom lukom u Donjem Čelu nalazi se tvrđava Kaštio u čijim se podrumima za vrijeme napada gusara i pljačkaša moglo skloniti nekoliko stotina ljudi. Gornji dio Kaštia posve je uništen, ali su sačuvani podrumi dugi 30 m i široki 3 m. Iznad crkve matice nalazi se kula Toreta, visoka oko 14 m i široka oko 4 m sa svake strane. Povrh ulaza u kulu nalazi se maleni prozor kroz koji bi se na napadače lijevalo vruće ulje, smola i sl. ljetnikovce, polja i vinograde na Koločepu imale su vlastelinske obitelji Đorđići, Zamanje, Ranjine, Držići, Sorkočevići i drugi. Na Lopudu se nalaze Župna crkva Gospe od Šunja (13. st., dograđivana do 17. st.); crkveni muzej koji čuva niz vrijednih predmeta (umjetničke slike, relikvijar iz 8. – 9. st., liturgijski predmeti); Crkva Svetoga Trojstva (15. – 17. st.), franjevački (osnovan 1483., napušten 1808.) i dominikanski samostan (osnovan 1482., danas napušten). Mogu se naći ostatci crkvica iz ranohrvatskog razdoblja te ljetnikovci brodovlasnika Miha Pracata, biskupa Nikole Brautića i obitelji Đurđević (16. – 17. st.) i ruševine Kneževa dvora. Obnova španjolske tvrđave Sutvrač (1563.) je u planu Društva prijatelja dubrovačke starine. Na Šipanu se nalaze 42 stara ljetnikovca, 34 crkve i crkvice te mnogobrojne kapelice. Predromanička ranosrednjovjekovna crkvica u Suđurđu posvećena sv. Stjepanu, koju je dao izgraditi hrvatski kralj Stjepan Miroslav, obnovljena je 2012. godine. Na uzvisini Pakljena nalazi se crkvica ispred koje se pruža odličan pogled na cijeli otok. S uzvisine se mogu vidjeti lanci brda Dubrovačkog primorja, otoci Jakljan i Mljet, poluotok Pelješac, brda iznad Rijeke dubrovačke, gruški neboderi i dubrovačko brdo Srđ. U mjestu Šipanskoj Luci nalaze se na jednoj sada privatnoj kući predromanički pleteri, te u maslinicima prapovijesne gomile. Također na otoku Šipanu nalazi se Knežev dvor iz doba Dubrovačke Republike.

## Šport
Na otocima nema nogometnih ni košarkaških igrališta. Ljeti se igra vaterpolo. Momčad imena Elafiti redovno nastupa u amaterskom prvenstvu dubrovačkih kupališta Divljoj ligi. Od godine 2007. održava se Kup Elafita u vaterpolu na kojem se natječu amaterske momčadi sa svakog naseljenog otoka. U Suđurđu postoji vaterpolski klub Taurus, a u Šipanskoj Luci Šipan koji je 2000. godine osvojio Treću hrvatsku vaterpolsku ligu.

## Poznate osobe
Dvojica članova posade Kolumbova broda Santa Marije su bili s Koločepa.
- Pasko Baburica (Koločep)
- Miho Pracat (Lopud)
- Trajan Lalić (Lopud)
- Vice Stjepović-Skočibuha (Šipan)
- Baldo Glavić (Šipan)

## Vanjske poveznice
|  | Zajednički poslužitelj ima još gradiva o temi Elafitski otoci |

- https://web.archive.org/web/20070929071001/http://www.dubrovnik-area.com/Cro/otoci.asp
- glosk.com: Elafiti, satelitska snimka